# 波多津
波多津町（はたつ）は、佐賀県伊万里市にある地名。

## 地形
伊万里市の北部に位置し東松浦半島の付け根に位置する。伊万里湾に面し玄界玄界灘と違い内海で穏やか。
伊万里市の中で丘陵地帯にあり一部の地域が上場台上場台地に属する。

## 産業
主に農業。伊万里市では数少ない漁村。

## 歴史
江戸時代は唐津藩の領土であった。
・明治22年（1889年）　市町村制施行により、大岳村となる
・明治33年（1900年）　村名が、波多津村に変更
・昭和29年（1954年）　2町7村合併により、伊万里市となる

## 観光・行事
・高尾山公園
・波多津くんち
・アグリ山の監視哨
・田嶋神社本殿

## 住所・郵便番号
波多津町板木	はたつちょういたぎ	848-0113
波多津町井野尾	はたつちょういのお	848-0116
波多津町内野	はたつちょううちの	848-0103
波多津町木場	はたつちょうこば	848-0111
波多津町煤屋	はたつちょうすすや	848-0104
波多津町田代	はたつちょうたしろ	848-0112
波多津町辻	はたつちょうつじ	848-0101
波多津町筒井	はたつちょうつつい	848-0117
波多津町津留主屋	はたつちょうつるぬしや	848-0114
波多津町中山	はたつちょうなかやま	848-0115
波多津町畑津	はたつちょうはたつ	848-0102
波多津町馬蛤潟	はたつちょうまてがた	848-01

## 隣接する地域
・南波多
・黒川
・唐津市唐川
・唐津市北波多
・唐津市肥前町
・長崎県松浦市福島町